# فضل حق (عسكري)
فضل حق (10 سبتمبر 1928 - 3 أكتوبر 1991)، قائد عسكري رفيع المستوى في الجيش الباكستاني، وحاكم سابق لمقاطعة خيبر بختونخوا طبقًا لقانون الأحكام العرفية، وقائد الفيلق الحادي عشر، قاد جميع الألوية المقاتلة في مقاطعة خيبر بختونخوا، وأشرف على عملية سايكلون (الإعصار) خلال الحرب السوفيتية الأفغانية. كان أحد الجنرالات القياديين الذين قادوا القوات الباكستانية المقاتلة خلال الحرب السوفيتية الأفغانية، وأقام شبكة تدريب للمجاهدين الأفغان. وتحت قيادته شاركت عناصر الفيلق الإداري الحادي عشر في باكستان في العديد من العمليات ضد الاتحاد السوفيتي.
عمل كحاكم عسكري لمقاطعة خيبر بختونخوا طوال الحكم العسكري لمحمد ضياء الحق من عام 1978 حتى عام 1985، كما شغل منصب رئيس الوزراء المؤقت للإقليم في النصف الأخير من عام 1988.